# GNG2
GNG2 (англ. G protein subunit gamma 2) – білок, який кодується однойменним геном, розташованим у людей на короткому плечі 14-ї хромосоми. Довжина поліпептидного ланцюга білка становить 71 амінокислот, а молекулярна маса — 7 850.
| 10         |  | 20         |  | 30         |  | 40         |  | 50         |
| ---------- |  | ---------- |  | ---------- |  | ---------- |  | ---------- |
| MASNNTASIA |  | QARKLVEQLK |  | MEANIDRIKV |  | SKAAADLMAY |  | CEAHAKEDPL |
| LTPVPASENP |  | FREKKFFCAI |  | L          |  |            |  |            |

A: Аланін

C: Цистеїн

D: Аспарагінова кислота

E: Глутамінова кислота

F: Фенілаланін

H: Гістидин

I: Ізолейцин

K: Лізин

L: Лейцин

M: Метіонін

N: Аспарагін

P: Пролін

Q: Глутамін

R: Аргінін

S: Серин

T: Треонін

V: Валін

Кодований геном білок за функцією належить до білків внутрішньоклітинного сигналінгу. 
Задіяний у такому біологічному процесі, як ацетилювання. 
Локалізований у клітинній мембрані, мембрані.